# Assemblage (alcools)
Pour les articles homonymes, voir Assemblage.

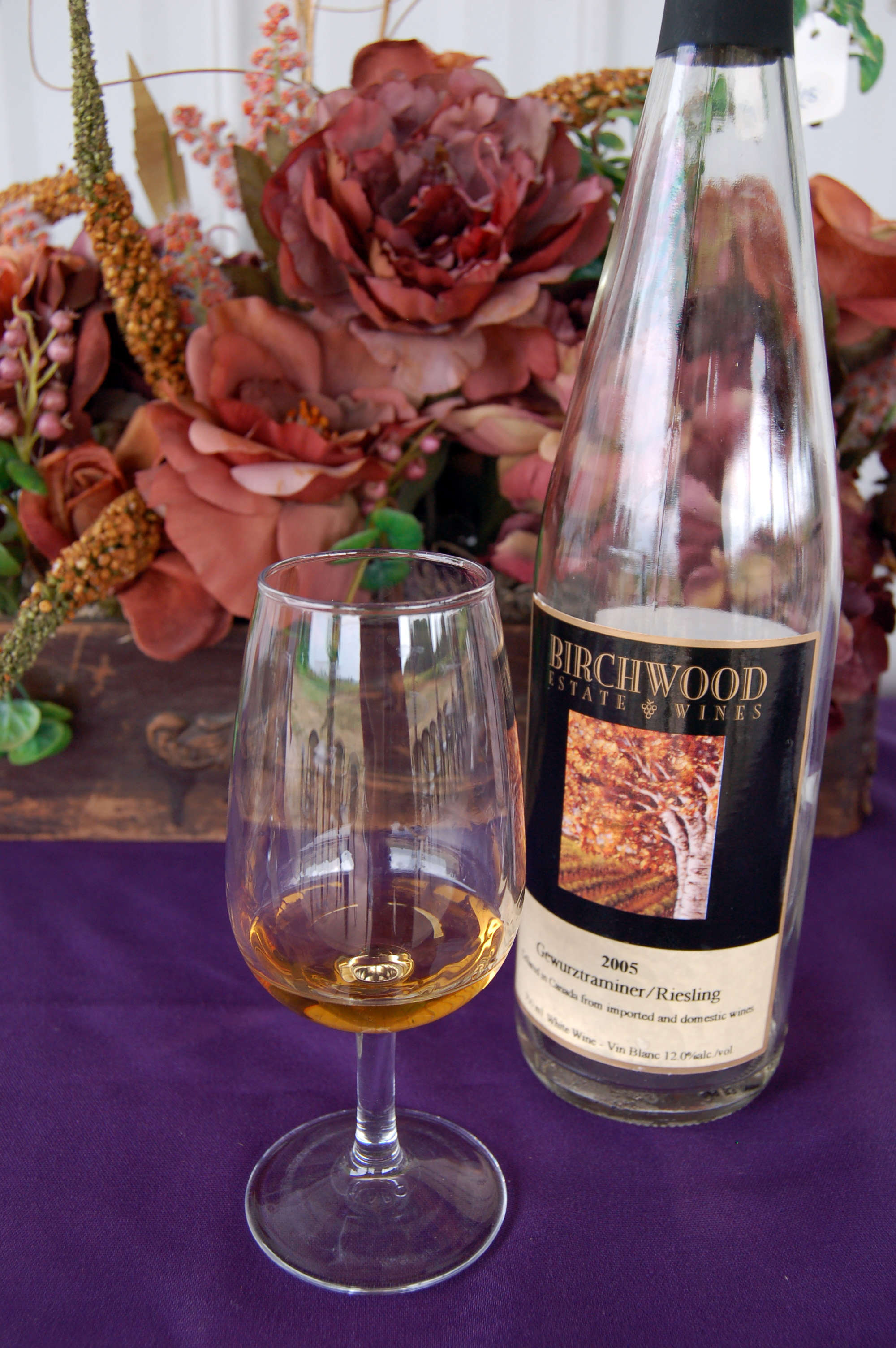
Vin du domaine birchwood (en Ontario) qui est un assemblage des cépages gewurztraminer et riesling.

Un assemblage est le mélange de plusieurs types d'un alcool pour obtenir une boisson finie.
En œnologie, l'assemblage consiste à mélanger plusieurs cépages et/ou plusieurs cuvées pour composer un vin. L'assemblage est également pratiqué pour la fabrication de plusieurs eaux-de-vie comme le cognac ou certains whiskys, on parle alors de blends.

## Œnologie
En œnologie, l'assemblage est dans certaines régions directement liées à une appellation ou un label de qualité spécifique. Il s'oppose au vin de cépage, composé d'un seul cépage.
De nombreux vignobles font des vins d'assemblage :
- les appellations du vignoble de Bordeaux se font avec le merlot N, le cabernet sauvignon N, le cabernet franc N ainsi que parfois le petit verdot N pour le vin rouge et les sémillon B, sauvignon B et muscadelle B pour le vin blanc ;
- dans le vignoble du Sud-Ouest sont fabriqués traditionnellement des vins d'assemblages ; les décrets d'appellation mentionnent plusieurs cépages, même si ponctuellement existent des vins issus d'un seul cépage ;
- dans le vignoble du Languedoc-Roussillon et le vignoble de la vallée du Rhône, les vins rouges sont souvent faits avec du grenache noir, de la syrah, du cinsault, carignan, du mourvèdre... En vin blanc, il peut s'agir du grenache blanc, du bourboulenc, du picpoul, de la clairette ou du maccabeu.

Certains vins utilisent également l'assemblage non pas seulement de différents cépages, mais aussi de différents millésimes, c'est le cas notamment des vins de Champagne. 
Le label Meritage utilisé par de nombreux vignobles californiens est uniquement accordé aux vins suivant les mêmes types d'assemblage que les vins bordelais.

### Législation
L'union européenne considère qu'un produit n'est plus singulier lorsque son assemblage est inférieur à 85 %.

#### Millésime
Pour l'assemblage de millésimes, la mention de celui-ci sur la bouteille est autorisé dans la mesure où 85 % minimum des raisins de l'assemblage proviennent de l'année mentionnée.

#### Cépages
La mention d'un seul cépage sur l'étiquette doit respecter la condition que 85 % de l'assemblage provienne de ce cépage (assimilé à un mono-cépage). Si un autre cépage représente l'intégralité des 15 % restant, il peut facultativement être mentionné.
En France, dans le cas d'assemblages ou aucun cépage ne dépasse 85 %, il faut mentionner l’intégralité des cépages, par ordre décroissant de proportion et en caractères de même dimension, si chacun représente au moins 15 % de l'assemblage, pour figurer sur l’étiquetage. En conséquence, si un cépage représente moins de 15 %, et qu'aucun ne représente plus de 85 % , aucun ne peut figurer.

#### Origine géographique
Dans l'union européenne, l'appellation d'origine géographique utilisée doit provenir en intégralité de cette zone. Dans le cas de l'utilisation d'une mention plus spécifique que celle délimitée (climat, lieu-dit, etc), 85 % des raisins au minimum doivent provenir de cette zone plus petite, les 15 % restant devant provenir de la zone géographique délimitée plus grande. Les états membres peuvent plus spécifiquement interdire cette pratique.

## Whisky
L'assemblage du whisky correspond à la mention blend ou blended whisky. C'est un produit issu de whiskys d’une ou de plusieurs distilleries. Il peut contenir des whiskys de différentes années, de différentes origines (single malt, bourbons, ryes) mélangés à du whisky de grain, voire de l’alcool neutre. 